# 乔治·伦威克
乔治·伦威克（英語：George Renwick，1901年8月7日—1984年7月25日），英国男子田径运动员，主攻短跑。他曾代表英国参加1924年夏季奥林匹克运动会田径比赛，获得男子4×400米接力铜牌。